# Чернышевка (Ростовская область)
Черныше́вка — хутор в Зерноградском районе Ростовской области России.
Административный центр Конзаводского сельского поселения.

## Население
| 2010 |
| ---- |
| 1667 |

## Улицы
| - пер. Больничный, - ул. Будённовская, - ул. Гагарина, - ул. Героя России А.С. Зозуля, - ул. Дачная, - ул. Коннозаводская, | - пер. Левадный, - ул. Ленина, - ул. Лесная, - ул. Мира, - ул. Парковая, - ул. Первомайская, | - ул. Производственная, - ул. Профсоюзная. - ул. Пушкинская, - ул. Садовая, - ул. Совхозная, - ул. Специалистов, | - ул. Спортивная, - ул. Торговая, - ул. Центральная, - ул. Школьная, - ул. Шоссейная. |

## Известные уроженцы
- Зозуля, Андрей Станиславович (1972—1995) — российский военнослужащий, лейтенант, Герой Российской Федерации.